# Гареев, Гегель Амирович
Гегель Амирович Гареев (тат. Гегель Әмир улы Гәрәев; род. 1937) — советский и российский учёный и промышленный деятель, доктор химических наук (1981), профессор (1990).
Специалист в области разработки компонентов твёрдого ракетного топлива и взрывчатых веществ; автор более 400 научных трудов, включая монографии, а также ряда патентов.

## Биография
Родился 17 октября 1937 года в деревне Тюрюш Муслюмовского района Татарской АССР в семье учителей.
В 1959 году с отличием окончил Казанский химико-технологический институт (ныне Казанский национальный исследовательский технологический университет) по специальности «химик-технолог». По распределению был направлен в город Бийск Алтайского края в НИИ-9 Министерства оборонной промышленности СССР. Затем в Бийске проработал более 40 лет: с 1961 по 1992 год работал начальником лаборатории НПО «Алтай» (ныне Федеральный научно-производственный центр «Алтай»), с 1992 по 2001 год был научным директором акционерного предприятия «Нитрометан». С 2001 по 2009 год работал научным директором НПП «Инжиниринговая компания». Одновременно занимался преподавательской деятельностью: в 1980—1990 годах являлся профессором Бийского технологического института (ныне Алтайский государственный технический университет).
Г. А. Гареев — автор работ по химии и технологии нитропроизводных, насыщенных и непредельных эфиров нитро-, нитрато-, нитрамино- и азидоспиртов, а также азолов и их нитропроизводных. Под его руководством были разработаны методы синтеза ряда производных азолов, а также созданы промышленные технологии производства нитрометана, нитразапентана, нитротриазола, парадинитробензола, метилсульфаминовой кислоты, винилового эфира нитроэтанола.
Такде занимался общественной деятельностью — во время работы в НПО «Алтай» нескольких лет был руководителем химической школы для одаренных старшеклассников Бийского региона; в течение многих лет назначался председателем государственной аттестационной комиссии по специальности «Биотехнология» при Бийском технологическом институте; являлся членом Бийского городского комитета народного контроля.
Заслуженный химик РСФСР (1989), лучший изобретатель Министерства машиностроения СССР (1989). Награждён медалями СССР и Выставки достижений
народного хозяйства.